# Latrodectus occidentalis
Espèce
Latrodectus occidentalis est une espèce d'araignées aranéomorphes de la famille des Theridiidae.

## Distribution
Cette espèce est endémique du Mexique. Elle se rencontre au Jalisco, au Colima, au Michoacán au Guanajuato, au Guerrero, au Morelos et en Oaxaca.

## Description
La femelle holotype mesure 10,70 mm et le mâle paratype 4,80 mm.

## Systématique et taxinomie
Cette espèce a été décrite par Valdez-Mondragón en 2023.

## Publication originale
- Valdez-Mondragón & Cabrera-Espinosa, 2023 : « Phylogenetic analyses and description of a new species of black widow spider of the genus Latrodectus Walckenaer (Araneae, Theridiidae) from Mexico; one or more species? » European Journal of Taxonomy, vol. 897, p. 1-56 (texte intégral).